# Il clan dei ricciai
Il clan dei ricciai è un film documentario del 2018 diretto da Pietro Mereu.

## Trama
A Cagliari, alcuni ex-detenuti affrontano la vita fuori dal carcere lavorando come pescatori di ricci di mare grazie all'aiuto di Gesuino Banchero, ritenuto il boss di questa attività, disposto a dar loro una seconda possibilità per integrarsi nuovamente nella società. I protagonisti raccontano dettagliatamente le difficoltà dentro e fuori dal carcere, assieme a quella del duro lavoro in mare e del loro rapporto coi valori della strada, descritti anche attraverso le canzoni tradizionali della malavita sarda.

## Produzione
Il film è stato parzialmente finanziato dalla Fondazione Sardegna Film Commission con un contributo di 5.000€.

## Riconoscimenti
Il film è stato presentato al Biografilm Festival nel 2018 dove ha vinto il premio Ucca - L'Italia che non si vede. È stato presentato in concorso ai David di Donatello 2018 e premiato come miglior documentario al Not Film Fest.
La pellicola è stata riconosciuta di interesse culturale dal Ministero dei beni e delle attività culturali.